# Steve Dobrogosz
Steve Dobrogosz (* 26. Januar 1956 in Bellefonte, Pennsylvania) ist ein US-amerikanischer Komponist und Jazz-Pianist.

## Leben
Steve Dobrogosz ist der erste von vier Kindern des polnischstämmigen Mikrobiologen Walter Jerome Dobrogosz und Donna Dobrogosz geb. Bartone. Er wuchs in Raleigh (North Carolina) auf und besuchte das Berklee College of Music. Ab 1978 studierte er im schwedischen Stockholm an der Königlichen Akademie für Musik klassische Musik. Er wurde als Pianist Teil der schwedischen Jazzszene und veröffentlichte mehrere Alben bei europäischen Plattenlabels. Unter anderem arbeitete er mit Arild Andersen, Paul Motian, Kenny Wheeler, Thad Jones, Jon Christensen, Palle Danielsson, Alex Riel und Bill Frisell.
1982 erschien beim Label Odin das Album Fairy Tales mit der norwegischen Sängerin Radka Toneff. Mit der schwedischen Sängerin Berit Andersson nahm er vier Alben auf, von denen The Final Touch von der Jazz Times unter den zehn besten des Jahres 1991 gelistet wurde.
Dobrogosz schuf über vierhundert Werke, darunter neben Jazz-Kompositionen auch eine Messe für Chor, Streicher und Klavier (1992), ein Requiem, ein Te Deum, ein Magnificat, eine Weihnachtskantate, eine Sinfonie, andere Orchester- sowie kammermusikalische Werke, Klavier-, Orgel- und andere Solokompositionen.